# Темноріг
Темноріг (Phaeoceros) — рід мохів родини Notothyladaceae. За своїм поширенням рід є глобальним. Його назва означає «жовтий ріг» і стосується характерних жовтих спор, які рослини утворюють у спорофіті у формі рогу. Рід Phaeoceros вперше був визнаний в 1951 році Йоганнесом Максом Проскауером. Типовий вид — Phaeoceros laevis. Рід вирізняється наявністю жовтих спор, іншою структурою хлоропластів, відносно меншою витонченістю талому порівняно з Anthoceros і відносною відсутністю внутрішніх порожнин у Phaeoceros.
Жовтий колір спор — найлегший спосіб відрізнити Phaeoceros від звичайного роду Anthoceros, який виробляє спори від темно-коричневого до чорного кольору. Phaeoceros часто плутають з Anthoceros, і висушені рослини особливо важко відрізнити, але два роди завжди можна розпізнати, коли вони плідні та зрілі, за спорами. У стерильному стані відмітною характеристикою є відсутність лакун (розривів усередині тканини) у таломі, які у Anthoceros великі та численні.